# Kessel, Limburg
Kessel este o comună și o localitate în provincia Limburg, Țările de Jos. 

## Localități componente
Broek, Dijk, Donk, Heide, Hout, Kessel-Eik, Kruisberg, Oijen, Spurkt, Veers.